# Rumah Pil-Pil
Rumah Pil-Pil is een bestuurslaag in het regentschap Deli Serdang van de provincie Noord-Sumatra, Indonesië. Rumah Pil-Pil telt 1064 inwoners (volkstelling 2010).